# Yaoundé Tigers Baseball Club
Le Yaounde Tigers Baseball Club  est un club de baseball situé à Yaoundé, au Cameroun. Il a été fondé en 1995.

## Présentation
- Date de création : 15 mars 1995
- Couleurs : 
  - Bleu Ciel & Blanc (Matchs Officiels)
  - Bleu Ciel (Entraînements)
  - Blanc (Matchs Amicaux)
- Lieu d'entraînement: Stade de la CNPS de Yaoundé (Emana)

## Palmarès

### Coupes
- 1998 : Finaliste de la Coupe du Cameroun
- 1999 : Demi – Finaliste de la Coupe du Cameroun
- 2000 : Finaliste de la Coupe du Cameroun
- 2001 : 3e à la Coupe du Cameroun
- 2002 : Vainqueur de la Coupe du Cameroun
- 2003 : 3e à la Coupe du Cameroun
- 2004 : Vainqueur de la Coupe du Cameroun
- 2005 : Vainqueur de la Coupe du Cameroun
- 2007 : Vainqueur de la Coupe du Cameroun
- 2010 : Vainqueur de la Coupe Régionale (Centre - Sud - Est)
- 2023 : 3e à la coupe du Cameroun

### Championnats
- 1998 : 3e du Championnat National du Cameroun
- 1999 : 3e du Championnat National du Cameroun
- 2000 : 2e du Championnat National du Cameroun
- 2001 : Champion du Cameroun
- 2002 : 2e du Championnat National du Cameroun
- 2003 : 2e du Championnat National du Cameroun
- 2004 : Champion du Cameroun
- 2005 : Champion du Cameroun
- 2007 : Champion du Cameroun
- 2023 : 2e du Championnat National du Cameroun
- 2024 : Vainqueur du trophée des champions

### Tournois / Compétitions
- 1997 : Finaliste du tournoi du 4 juillet à l'occasion de la fête nationale américaine